# Peter Fill
Peter Fill (* 12. November 1982 in Brixen) ist ein ehemaliger italienischer Skirennläufer und heutiger Trainer. Der Südtiroler war vor allem in den schnellen Disziplinen Abfahrt und Super-G sowie in der Kombination erfolgreich. 2009 wurde er Vizeweltmeister im Super-G. In der Saison 2015/16 gewann er den Abfahrtsweltcup. In der Saison 2016/17 konnte er diesen Erfolg wiederholen. Er ist der erste Italiener, der den Abfahrtsweltcup gewinnen konnte.

## Karriere
Im Februar 1999 gewann Fill bei den nationalen Juniorenmeisterschaften in allen vier Disziplinen Gold. Einen ersten internationalen Erfolg feierte er bei den Juniorenweltmeisterschaften 2001 im schweizerischen Verbier, als er dort Dritter im Riesenslalom wurde. Im Jahr darauf gewann er in Tarvis bei den Juniorenweltmeisterschaften 2002 die Goldmedaille im Super-G. Dank dieses Titels durfte er am 7. März 2002 im Weltcup debütieren und fuhr auf Anhieb auf Platz zwölf.
Im Dezember 2002 erreichte Fill als Sechster im Riesenslalom von Val-d’Isère seine erste Weltcupplatzierung unter den besten zehn. Im Dezember 2003 folgte im Super-G von Beaver Creek Platz vier. Bei der Super-Kombination von Wengen im Januar 2006 belegte er als Dritter erstmals einen Platz auf dem Podest und bis zum Ende der Saison 2005/06 fuhr er weitere zwei Mal auf das Podium. Bei den Olympischen Winterspielen 2006 in Turin war sein bestes Ergebnis der neunte Platz in der Kombination.
In der Saison 2006/07 kam Fill in vier Rennen unter die besten Drei und er war, nach Alberto Tomba, der erste „Azzurro“, der vorübergehend das rote Trikot des Führenden im Gesamtweltcup tragen durfte; im Endklassement landete er als bester Italiener auf dem sechsten Rang. 2007/08 klassierte er sich im Weltcup sechsmal unter den Top Ten, blieb aber ohne Podiumsplatzierung und somit hinter seinen Erwartungen.
Im Sommer wechselte Fill die Skimarke und am 29. November 2008 gelang ihm bei der ersten Saisonabfahrt in Lake Louise (Kanada) der erste Weltcupsieg seiner Karriere. Bei der Super-Kombination in Wengen fuhr er mit einer hervorragenden Slalomleistung auf Platz 2. Mit insgesamt acht Top-10-Platzierungen konnte er sich in der Saison 2008/09 zum zweiten Mal nach 2006/07 sowohl im Gesamtweltcup als auch im Kombinations-, Abfahrts- und Super-G-Weltcup unter den besten Zehn klassieren.
An Skiweltmeisterschaften nahm Fill siebenmal teil. 2003 in St. Moritz wurde er 13. im Super-G, 20. in der Abfahrt und 11. in der Kombination. 2005 in Bormio wurde er 14. im Super-G und 24. in der Abfahrt. Im Teamwettbewerb belegte er mit der italienischen Mannschaft den achten Platz. 2007 war der elfte Abfahrtsrang in Åre sein bestes Resultat. Die Super-Kombination beendete er an 13. und den Super-G an 14. Stelle. Bei der Weltmeisterschaft 2009 in Val-d’Isère auf der steilen und eisigen Piste La face de Bellevarde gewann Fill die Silbermedaille im Super-G und platzierte sich somit hinter dem Schweizer Didier Cuche und vor dem dreifachen Weltmeister Aksel Lund Svindal. Diese Medaille war die einzige Herrenmedaille, die Italien bei diesen Weltmeisterschaften erringen konnte. In der Super-Kombination erzielte er den fünften Rang. Letztlich gelang ihm im "Team Italien" zum Saisonfinale in Åre am 15. März 2009 der Sieg im nur zum Nationencup zählenden Teambewerb.
Am 23. August 2009 erlitt Fill beim Riesenslalomtraining in Argentinien Sehnenrisse im Leisten- und Bauchmuskelbereich. Elf Tage später musste er sich in Finnland einer Operation unterziehen. Nach mehrmonatiger Verletzungspause gab er am 16. Januar 2010 in der Lauberhornabfahrt in Wengen sein Comeback im Weltcup. Mit dem achten Platz qualifizierte er sich für die Olympischen Winterspiele 2010 in Vancouver, wo er 15. in der Abfahrt wurde, aber in der Super-Kombination und im Super-G nach einem schweren Sturz kurz vor dem Ziel ausschied. Aufgrund starker Prellungen und Rückenschmerzen fuhr er in diesem Winter kein Rennen mehr.
Bei den Weltmeisterschaften 2011 in Garmisch-Partenkirchen gewann Fill in der Super-Kombination die Bronzemedaille, das beste Ergebnis in der Saison 2010/11 war ein fünfter Platz. In den folgenden zwei Jahren konnte er nur noch vereinzelt unter die besten Zehn fahren. Am 26. Januar 2013 stürzte Fill bei der Hahnenkammabfahrt in Kitzbühel spektakulär: Er raste in der Steilhang-Ausfahrt mit hoher Geschwindigkeit gegen die Bande und überschlug sich rückwärts, zog sich dabei aber lediglich Prellungen zu.
Die Saison 2015/16 war für ihn die beste seit langem. Bis auf einen Ausfall in Santa Caterina schaffte er es in allen Abfahrtsrennen unter die Top 10. Nach einem zweiten Platz in Lake Louis (Platz 3 im Super G) und einem vierten Platz im Klassiker von Gröden gewann er am 23. Januar 2016 überraschend die Hahnenkammabfahrt in Kitzbühel. Das von mehreren schweren Stürzen überschattete Rennen wurde nach Startnummer 30 abgebrochen, aber dennoch gewertet. Am Ende der Saison gewann Fill als erster Italiener den Abfahrtsweltcup.
In der folgenden Weltcupsaison konnte Fill an die Ergebnisse der letzten Saison anschließen und feierte am 26. Februar 2017 beim Super-G in Kvitfjell seinen ersten Weltcupsieg in dieser Disziplin. In der Abfahrt konnte er zwar keinen Sieg erringen, erreichte jedoch fünfmal das Podest und überholte mit einem zweiten Platz beim Weltcupfinale in Aspen den Norweger Kjetil Jansrud in dieser Wertung, wodurch er zum zweiten Mal in Folge den Abfahrtsweltcup gewann. In der Saison 2017/18 sicherte er sich mit den Rängen zwei und drei den Sieg in der Kombinationswertung. Bei den Olympischen Winterspielen 2018 fuhr er in der Abfahrt auf den sechsten Platz, musste danach aber die Saison wegen einer Muskelverletzung im Oberschenkel vorzeitig abbrechen. Die Verletzung behinderte ihn im Sommertraining stark und bereits Anfang Januar 2019 musste er die Saison erneut beenden.
In der Folge verlor Fill den Anschluss an die Weltspitze. Im Winter 2019/20 fuhr er in zehn Weltcuprennen nur zweimal in die Punkteränge. Am 25. Januar 2020 schied er bei der Kitzbühel-Abfahrt auf der Streif aus und gab wenige Stunden danach bekannt, dass er seine Karriere beenden wird. Sein letztes Weltcuprennen bestritt er am 1. Februar in Garmisch-Partenkirchen, bei welchem er während der Fahrt seinen Trainern und Betreuern zuwinkte und so den 52. und letzten Platz belegte. Im Ziel wurde er von seinen Mannschaftskollegen und seiner Familie sowie den vielen Fans gefeiert.
Seit der Saison 2022/23 ist Fill Trainer im Weltcupteam der italienischen Riesenslalomläufer der Herren. Zuvor betreute er das Europacup-Team dieser Disziplin.

## Privatleben
Peter Fill ist der Sohn von Luzia und Alois Fill und hat zwei Schwestern, Bettina und Sara (sie war ebenfalls Skirennfahrerin, musste aber aufgrund von Rückenproblemen aufhören). Nach der Pflichtschule begann er als Lehrling in einer Karosseriewerkstatt und besuchte die Berufsschule. Als aber die Verpflichtungen des Skisports immer intensiver wurden, gab er die Tätigkeit als Karosseriespengler auf. Fill ist der Cousin der ehemaligen Skirennläuferin Denise Karbon und der Neffe von Norbert Rier, dem Sänger der Kastelruther Spatzen, die ihm nach seinem Erfolg bei den Weltmeisterschaften 2009 in Val-d’Isère ein eigenes Lied widmeten, „Wieder mal a super Zeit“. Er spricht Deutsch, Italienisch und Englisch und gehört der Sportgruppe der Carabinieri an. Zu seinen Hobbys gehören Fußball, Golf, Motorradfahren und Mountainbiken. Des Öfteren ist Fill Ehrengast im Stadion seines Lieblingsvereins Juventus Turin.

## Erfolge

### Olympische Spiele
- Turin 2006: 9. Kombination, 13. Super-G, 19. Abfahrt
- Vancouver 2010: 15. Abfahrt
- Sotschi 2014: 7. Abfahrt, 8. Super-G
- Pyeongchang 2018: 6. Abfahrt

### Weltmeisterschaften
- St. Moritz 2003: 11. Kombination, 13. Super-G, 20. Abfahrt
- Bormio 2005: 14. Super-G, 24. Abfahrt, 8. Team-Wettbewerb
- Åre 2007: 11. Abfahrt, 13. Super-Kombination, 14. Super-G, 23. Riesenslalom
- Val-d’Isère 2009: 2. Super-G, 5. Super-Kombination, 14. Abfahrt
- Garmisch-Partenkirchen 2011: 3. Super-Kombination, 9. Super-G, 14. Abfahrt
- Schladming 2013: 12. Abfahrt, 14. Super-G
- St. Moritz 2017: 9. Abfahrt, 11. Super-G

### Weltcupsiege
- 22 Podestplätze in Einzelrennen, davon 3 Siege:

| Datum             | Ort         | Land       | Disziplin |
| ----------------- | ----------- | ---------- | --------- |
| 29. November 2008 | Lake Louise | Kanada     | Abfahrt   |
| 23. Januar 2016   | Kitzbühel   | Österreich | Abfahrt   |
| 26. Februar 2017  | Kvitfjell   | Norwegen   | Super-G   |

- 2 Podestplätze bei Mannschaftswettbewerben, davon 1 Sieg

### Weltcupwertungen
| Saison  | Gesamt | Gesamt | Abfahrt | Abfahrt | Super-G | Super-G | Riesenslalom | Riesenslalom | Slalom | Slalom | Kombination | Kombination | City Event | City Event |
| Saison  | Platz  | Punkte | Platz   | Punkte  | Platz   | Punkte  | Platz        | Punkte       | Platz  | Punkte | Platz       | Punkte      | Platz      | Punkte     |
| ------- | ------ | ------ | ------- | ------- | ------- | ------- | ------------ | ------------ | ------ | ------ | ----------- | ----------- | ---------- | ---------- |
| 2001/02 | 114.   | 22     | –       | –       | 33.     | 22      | –            | –            | –      | –      | –           | –           | –          | –          |
| 2002/03 | 65.    | 98     | 45.     | 21      | 34.     | 26      | 28.          | 51           | –      | –      | –           | –           | –          | –          |
| 2003/04 | 40.    | 210    | 33.     | 44      | 16.     | 123     | 44.          | 14           | –      | –      | 15.         | 29          | –          | –          |
| 2004/05 | 30.    | 266    | 19.     | 159     | 30.     | 43      | 36.          | 32           | –      | –      | 8.          | 32          | –          | –          |
| 2005/06 | 16.    | 523    | 14.     | 166     | 8.      | 162     | 33.          | 35           | 50.    | 18     | 6.          | 142         | –          | –          |
| 2006/07 | 6.     | 694    | 4.      | 382     | 9.      | 143     | 25.          | 42           | –      | –      | 7.          | 127         | –          | –          |
| 2007/08 | 26.    | 373    | 14.     | 172     | 27.     | 66      | 36.          | 40           | –      | –      | 10.         | 95          | –          | –          |
| 2008/09 | 10.    | 581    | 9.      | 271     | 10.     | 130     | 31.          | 54           | –      | –      | 8.          | 126         | –          | –          |
| 2009/10 | 104.   | 32     | 38.     | 32      | –       | –       | –            | –            | –      | –      | –           | –           | –          | –          |
| 2010/11 | 21.    | 368    | 17.     | 157     | 19.     | 100     | –            | –            | –      | –      | 9.          | 96          | 9.         | 15         |
| 2011/12 | 35.    | 269    | 22.     | 146     | 25.     | 65      | –            | –            | –      | –      | 17.         | 58          | –          | –          |
| 2012/13 | 38.    | 180    | 24.     | 96      | 17.     | 70      | –            | –            | –      | –      | 21.         | 14          | –          | –          |
| 2013/14 | 15.    | 432    | 12.     | 221     | 10.     | 145     | –            | –            | –      | –      | 7.          | 66          | –          | –          |
| 2014/15 | 34.    | 234    | 20.     | 139     | 20.     | 95      | –            | –            | –      | –      | –           | –           | –          | –          |
| 2015/16 | 10.    | 736    | 1.      | 462     | 9.      | 226     | –            | –            | –      | –      | 16.         | 48          | –          | –          |
| 2016/17 | 6.     | 693    | 1.      | 454     | 5.      | 226     | –            | –            | –      | –      | 29.         | 13          | –          | –          |
| 2017/18 | 16.    | 446    | 11.     | 191     | 14.     | 115     | –            | –            | –      | –      | 1.          | 140         | –          | –          |
| 2018/19 | 140.   | 8      | 52.     | 8       | –       | –       | –            | –            | –      | –      | –           | –           | –          | –          |
| 2019/20 | 137.   | 13     | –       | –       | 46.     | 13      | –            | –            | –      | –      | –           | –           | –          | –          |

### Juniorenweltmeisterschaften
- Québec 2000: 7. Abfahrt, 10. Riesenslalom
- Verbier 2001: 3. Riesenslalom, 8. Abfahrt, 31. Slalom
- Tarvisio 2002: 1. Super-G, 11. Abfahrt

### Italienische Meisterschaften
Peter Fill ist zehnfacher italienischer Meister:
- Abfahrt (2): 2014, 2017
- Super-G (2): 2006, 2015
- Riesenslalom (2): 2004, 2007
- Kombination (4): 2003, 2004, 2005, 2009